# Italianates
Italianates fu definito un gruppo di pittori nord-europei del XVII secolo, in gran parte olandesi da cui Dutch Italianates, che viaggiarono in Italia e che adottarono uno stile e una tecnica simile a quella dei pittori paesaggisti italiani del periodo. In particolare, erano soliti incorporare nei loro dipinti modelli e motivi italiani. Questi pittori erano soliti rimanere anche a lungo in Italia, in special modo a Roma e qui operare.
I più importanti pittori Italianates furono Bartholomeus Breenbergh, Andries e Jan Both di Utrecht, il loro rivale Nicolaes Berchem di Haarlem e Jan Asselyn. I fratelli Both lavoravano in coppia: Andries dipingeva le figure nei paesaggi di Jan. Le composizioni di Berchem si ispiravano ai paesaggi arcadici del pittore francese Claude Lorrain in cui tipicamente si trovano pastori che pascolano il loro gregge tra antiche e maestose rovine romane in una foschia dorata.

## Storia
Questa corrente pittorica fu attiva per più di cento anni a partire dagli inizi del XVII secolo. I pittori ad essa appartenenti dipingevano principalmente soggetti pastorali ambientati in paesaggi italiani (o più specificatamente romani) inondati dalla calda luce meridionale. Gli Italianates della prima generazione, che operarono cioè negli anni intorno al 1620, dipingevano in genere paesaggi con grandi rovine romane e piccole figure e con grande contrasto di luci ed ombre, come ad esempio Cornelis van Poelenburch e Bartholomeus Breenbergh, mentre quelli della seconda generazione, operanti negli anni 1640-1650, rappresentavano paesaggi pastorali con grandi figure e morbidi effetti di luce, come Nicolaes Berchem e Jan Baptist Weenix.
Il termine Dutch Italianates è stato erroneamente esteso anche ai pittori olandesi, che, pur non avendo mai lasciato il loro paese, dipingevano in uno stile italianeggiante.
Fu coniato all'inizio del XX secolo dagli storici dell'arte per distinguere i paesaggisti olandesi che ritraevano vedute native, come Jan van Goyen o Jacob van Ruisdael, dagli altri pittori olandesi come Herman van Swanevelt o Jan Both che viaggiarono in Italia.
Gli Italianates sono spesso confusi con il gruppo di artisti detto I Bamboccianti, che sono più propriamente i seguaci di Pieter van Laer, detto Il Bamboccio. Questi visse a Roma dal 1625 al 1639 e soleva dipingere scene della vita popolare romana. Comunque alcuni artisti appartenenti ai Bamboccianti sono anche inclusi nel gruppo dei Dutch Italianates.

## Membri del gruppo
- Jan Asselyn
- Nicolaes Berchem
- Andries Both
- Jan Both
- Bartholomeus Breenbergh
- Johannes Glauber
- Willem de Heusch
- Jan van Huysum
- Johannes Lingelbach
- Pieter Moninckx[4]
- Cornelis van Poelenburch
- Adam Pynacker
- Willem Romeijn
- Herman van Swanevelt
- Jan Baptist Weenix